# Adam Frederik Trampe (1750-1807)
 Der er flere personer med dette navn, se Adam Frederik Trampe.
Adam Frederik greve Trampe (2. august 1750 på Hovedgård – 22. juni 1807 i Nærum) var en dansk godsejer og teaterleder, bror til Jørgen Ditlev Trampe og far til Frederik Trampe.
Han var søn af Frederik Christopher greve Trampe til Hovedgård (1714-1779) og Clara Hedevig Grabow (1710-1782) og ejede Krabbesholm 1773-85, Løgismose og Flenstofte 1780-1800, Juulskov 1803-04 og Nørager 1804-06. Trampe var major i landeværnet, 1798-1801 leder af Odense Teater og købte 1806 Sophieshøj (Nærumgård). I 1807 skød Trampe sig på grund af sin dårlige økonomiske situation.
23. august 1773 havde han i Viborg ægtet Gertrud Hofman de Poulson (1746 på Skavngård - 9. december 1815 i Odense), datter af generalmajor Jens Poulson.